# Коктомов, Николай Петрович
Никола́й Петро́вич Кокто́мов (16 января 1906, д. Мали, Яренский уезд, Вологодская губерния (ныне в Ленском районе Архангельской области) — 2 августа 1963, Москва) — советский дипломат, Чрезвычайный и Полномочный Посланник 2-го класса, педагог, директор Ленинградского горного института (1938—1939).

## Биография
Из крестьян, до 1925 года работал в хозяйстве отца. Член ВКП(б) с 1927 года. Окончил ШКМ (Школу коммунистической молодёжи) в Яренске, Вятский рабфак (1929), затем Ленинградский горный институт (1933) с присвоением квалификации горного электромеханика, распределён в г. Кизел Пермской области. работал инженером в тресте «Кизелуголь» (1933—1934) на шахте им. Володарского.
Учился в аспирантуре и преподавал в Ленинградском горном институте в 1934—1938 годах, разрабатывал шахтную турбокомпрессорную технику для Кузбасса. В 1938—1939 годах был директором института. 
В 1939 году направлен на дипломатическую работу. Руководил сектором скандинавских стран Отдела торговых договоров Наркомвнешторга. В том же году переведён в НКИД в качестве ответственного референта второго Западного отдела.
С началом Великой Отечественной войны был 16 августа 1941 года мобилизован в РККА. В том же году окончил Куйбышевское военное училище связи, направлен на должность помощника командира отдельного батальона связи 461 стрелкового полка в Ташкенте.
В 1943 году демобилизован, в 1943—1944 годах работал ответственным референтом, помощником заведующего вторым Европейским отделом НКИД.
В конце Великой Отечественной войны и несколько лет после её завершения (1944—1947) работал в советском посольстве в Великобритании 1-м секретарём, затем советником.
Награждён орденом «Знак Почёта» (1945).
В 1948 году возглавлял советскую делегацию на переговорах с Великобританией, США и Францией по Австрии и Германии.
В 1947—1951 годах работал в Швейцарии заместителем исполнительного секретаря Европейской экономической комиссии при Организации Объединённых Наций.
В 1951—1953 годах — заместитель заведующего II Европейским отделом МИД СССР. С 1953 года, после выхода на пенсию — советник (эксперт-консультант) II Европейского отдела МИД СССР. Имел дипломатический ранг Чрезвычайного и Полномочного Посланника 2-го класса.
Умер в 1963 году. Похоронен на Ваганьковском кладбище.